# Janne Niskala
Janne Niskala (ur. 22 września 1981 w Västerås, Szwecja) – fiński hokeista, reprezentant Finlandii, olimpijczyk.

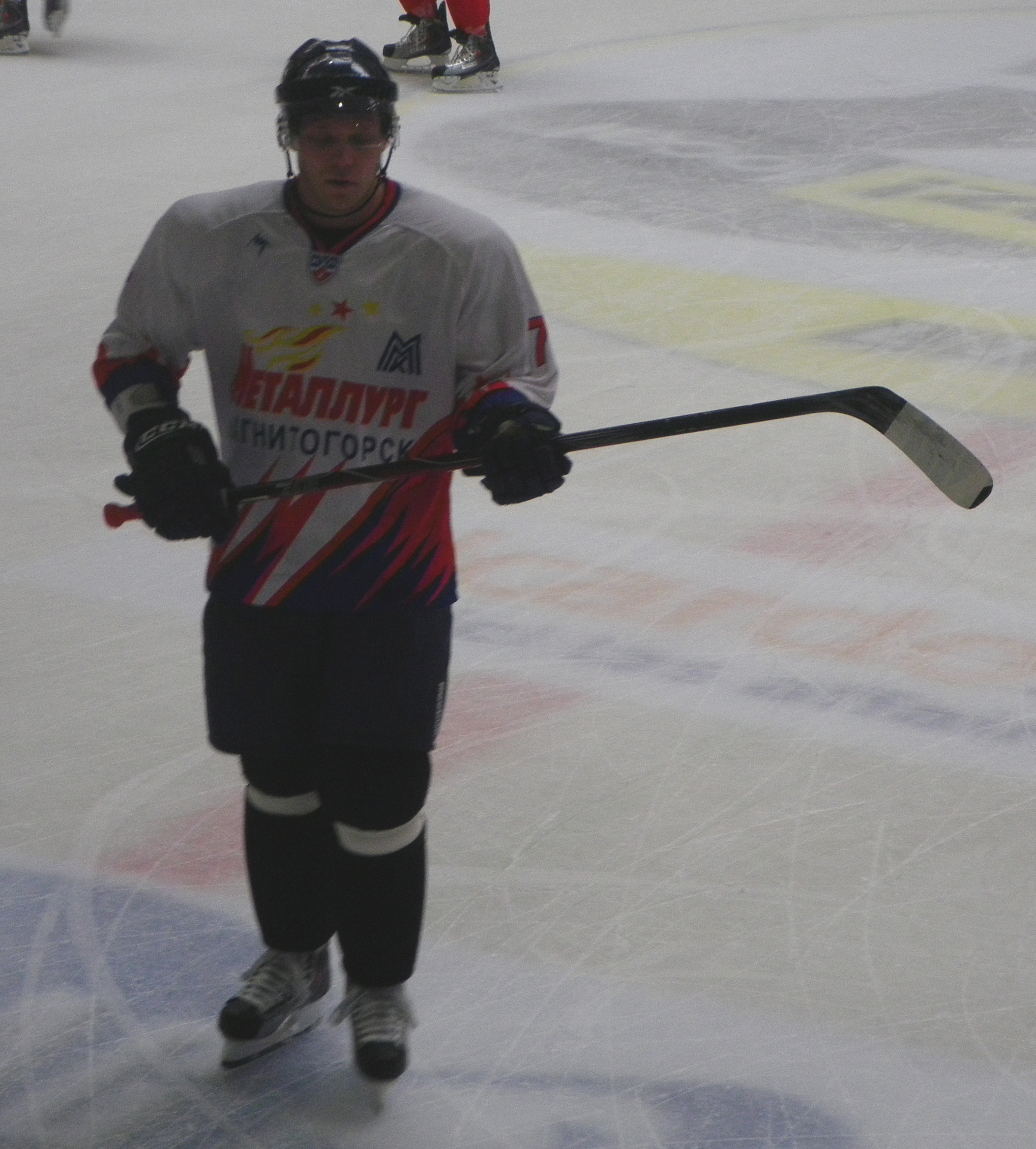
Janne Niskala w barwach Mietałłurga Magnitogorsk (2010)

## Kariera
- Lukko U16 (1996–1997)
- Lukko U18 (1997–1999)
- Lukko U20 (1999–2001)
- Lukko (2000–2005)
  -  UJK (2001)
  -  Manchester Storm (2001)
- EV Zug (2005–2006)
- Färjestads BK (2006–2007)
- Milwaukee Admirals (2007–2008)
- Tampa Bay Lightning (2008)
- Frölunda HC (2008–2010)
- Mietałłurg Magnitogorsk (2010–2011)
- Atłant Mytiszczi (2011–2012)
- Dynama Mińsk (2012–2013)
- Atłant Mytiszczi (2013-2014)
- Lukko (2014-2019)

Wychowanek klubu Lukko. Od października 2012 roku przetransferowany z Atłanta Mytiszczi do Dynama Mińsk (w drodze wymiany za Szweda Jonasa Frögrena). Zawodnikiem klubu był do kwietnia 2013, po czym w maju 2013 powrócił do Atłanta, związany dwuletnim kontraktem. Odszedł z klubu w czerwcu 2014. Od czerwca 2014 ponownie zawodnik macierzystego Lukko. Od 2016 kapitan tej drużyny. Po sezonie Liiga (2018/2019) zakończył karierę.
Uczestniczył w turniejach mistrzostw świata w 2008, 2009, 2010, 2011, 2012 oraz zimowych igrzysk olimpijskich 2010.

## Sukcesy
Reprezentacyjne
- Srebrny medal mistrzostw świata juniorów do lat 20: 2001
- Brązowy medal mistrzostw świata: 2008
- Brązowy medal zimowych igrzysk olimpijskich: 2010
- Złoty medal zimowych igrzysk olimpijskich: 2011

Indywidualne
- SM-liiga 2003/2004:
  - Najlepszy zawodnik miesiąca - listopad 2003
  - Pierwsze miejsce w klasyfikacji strzelców wśród obrońców w sezonie zasadniczym: 21 goli (Trofeum Juhy Rantasili)
- Elitserien 2006/2007:
  - Najlepszy zawodnik miesiąca - listopad 2003
  - Pierwsze miejsce w klasyfikacji strzelców wśród obrońców w sezonie zasadniczym: 19 goli
  - Pierwsze miejsce w klasyfikacji kanadyjskiej wśród obrońców w sezonie zasadniczym: 49 punktów
  - Pierwsze miejsce w klasyfikacji +/-: +25
- KHL (2010/2011):
  - Mecz Gwiazd KHL
- KHL (2011/2012):
  - Mecz Gwiazd KHL
  - Piąte miejsce w klasyfikacji strzelców wśród obrońców w sezonie zasadniczym: 12 goli
- Liiga (2014/2015):
  - Pierwsze miejsce w klasyfikacji strzelców wśród obrońców w sezonie zasadniczym: 14 goli (Trofeum Juhy Rantasila)
- Liiga (2015/2016):
  - Pierwsze miejsce w klasyfikacji kanadyjskiej wśród obrońców w sezonie zasadniczym: 34 punkty
- Liiga (2016/2017):
  - Pierwsze miejsce w klasyfikacji strzelców wśród obrońców w sezonie zasadniczym: 11 goli (Trofeum Juhy Rantasila)